# Isernia
Isernia je italské město v oblasti Molise, hlavní město stejnojmenné provincie.
V roce 2012 zde žilo 22 005 obyvatel.

## Sousední obce
Carpinone, Forlì del Sannio, Fornelli, Longano, Macchia d'Isernia, Miranda, Pesche, Pettoranello del Molise, Roccasicura, Sant'Agapito

## Vývoj počtu obyvatel
Zdroj: 